# Hospitali ya Ocean Road

Das heutige Ocean-Road-Hospital als Gouvernements-Krankenhaus zur deutschen Kolonialzeit, Aufnahme vor 1910

Das Ocean-Road-Hospital (Swahili Hospitali ya Ocean Road) ist ein Krankenhaus in Daressalaam. Es wurde am 1. Oktober 1897 als Kaiserliches Gouvernements-Krankenhaus für die Kolonie Deutsch-Ostafrika eröffnet. Heute ist es die einzige Tumor-Klinik in Tansania.

## Geschichte
Das Krankenhaus wurde gegründet, um die wachsende Zahl von Europäern in Ostafrika medizinisch zu betreuen, da die vorhandene Versorgung durch Missionsstationen unbefriedigend war. An der Finanzierung beteiligte sich der deutsche Kaiser Wilhelm II. mit 20.000 Mark aus seiner Privatschatulle. Nach ersten Planungen, das Krankenhaus auf Sansibar oder in Bagamoyo zu errichten, wurde Daressalaam wegen der wachsenden Bedeutung und der besseren Verkehrsanbindung als Standort festgelegt.
Die Ärzte waren zu Kolonialzeiten in der Regel Sanitätsoffiziere. Die Klinikleitung lag von der Gründung bis 1901 bei Alexander Becker, seit 1891 Chefarzt der Kolonie, gefolgt von Werner Steuber (1901–1905) und Hugo Meixner.
Das Krankenhaus war zur Behandlung von Europäern bestimmt. Für die einheimische Bevölkerung war das durch Spenden des indischen Kaufmanns Sewa Hadji finanzierte, Anfang 1897 eröffnete Sewa Hadji Hospital gedacht; die Patientenzahl dieses Hospitals war weitaus höher.
Eine Reihe bedeutender deutscher Ärzte und Wissenschaftler arbeiteten und forschten an diesem Krankenhaus, allen voran Robert Koch, der wiederholt auf seinen Forschungsreisen Gast war. Von Juli 1897 bis Mai 1898 forschte er im Krankenhauslabor vorwiegend an Malaria, aber auch an der Surra und dem Texasfieber, zwei Tierseuchen. Ab Januar 1905 forschte er mehrere Monate lang an der afrikanischen Schlafkrankheit und dem Ostküstenfieber. Gustav Giemsa war in Daressalaam Regierungsapotheker, Robert Kudicke ab 1908 der erste Pathologe am Krankenhaus. Beide wurden später in Deutschland zu Professoren berufen.
1916 wurde Daressalaam von den Briten erobert, die das Krankenhaus übernahmen und auch nach dem Ersten Weltkrieg im Mandatsgebiet Tanganjika fortführten. Mit der Unabhängigkeit 1962 ging das Krankenhaus auf die Republik Tanganjika, 1964 auf die Republik Tansania über.
Seit 1988 arbeitet das Hospital mit dem Deutschen Krebsforschungszentrum in Heidelberg zusammen. Im Juni 1996 wurde das Ocean-Road-Krankenhaus in Ocean Road Cancer Institute (ORCI) umbenannt und dem Gesundheitsministerium nachgeordnet. Das Institut ist seit 2008 Mitglied in der Union internationale contre le cancer (UICC). Heute ist das Ocean Road Cancer Institute ein onkologisches Behandlungs-, Forschungs- und Ausbildungszentrum, das als Lehrkrankenhaus der Muhimbili University of Health and Allied Sciences angegliedert ist. Mit einer Gesamtkapazität von 256 Betten wird eine entsprechende Anzahl von Patienten dort behandelt. Außerdem werden am Ocean Road Cancer Institute auch Viruserkrankungen wie Hepatitis B und AIDS/HIV erforscht und behandelt.

## Historisches Gebäude
Das auffällige Gebäude im „arabischen Stil“ wurde nach Plänen des deutschen Baubeamten August Wißkow in einer Parkanlage unmittelbar am Indischen Ozean errichtet. 1897 mit nur einem Flügel eröffnet, wurde 1900 der von Anfang an vorgesehene zweite Flügel fertiggestellt. Neben dem Hauptgebäude gab es noch eine separate Fieberbaracke für Malariakranke und eine Reihe von Wirtschaftsgebäuden. Dominiert wird der Bau von zwei Wassertürmen, deren oktogonale Hauben jeweils mit einem Stern bekrönt sind. Zum Zweck der natürlichen Klimatisierung wurden Krankenräume zur Seeseite hin orientiert; von direkter Sonneneinstrahlung betroffene Räume wurden durch Veranden beschattet.
Unter britischer Verwaltung wurde 50 Jahre nach der Eröffnung ein dritter Flügel angebaut. In den 1990er Jahren wurde das Gebäude mit Mitteln der Bundesrepublik Deutschland renoviert.

Bilder des Krankenhauses von 1906
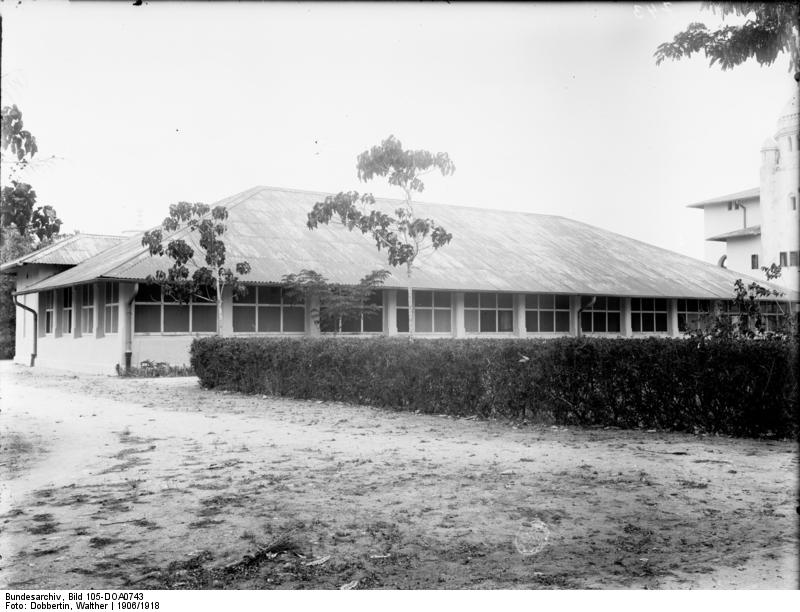
Fieberbaracke
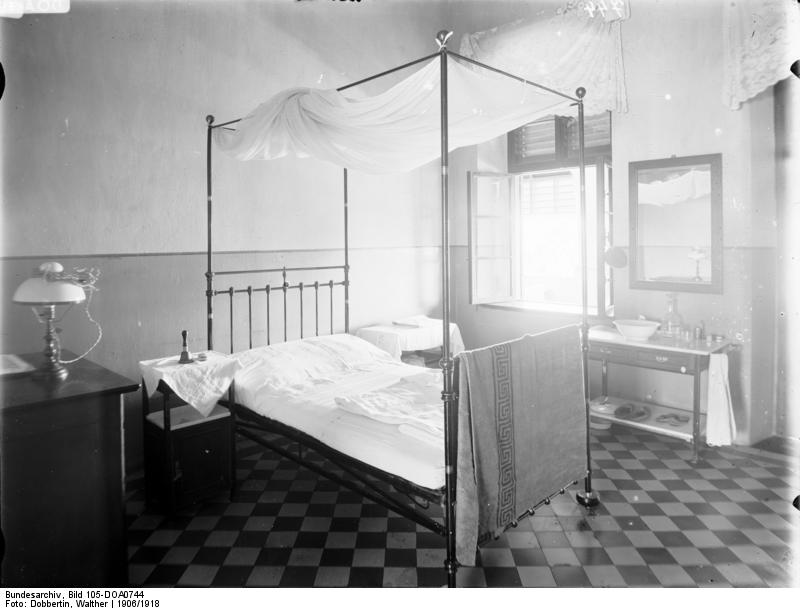
Krankenzimmer
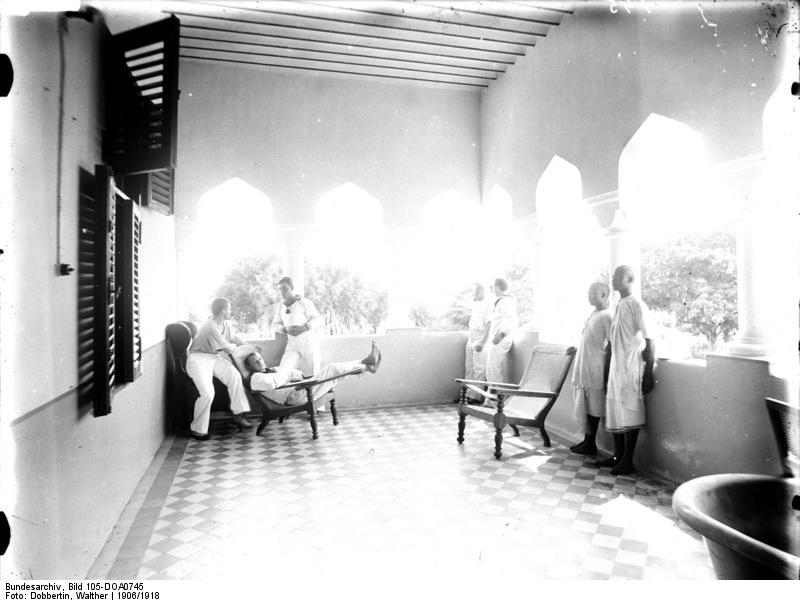
Veranda
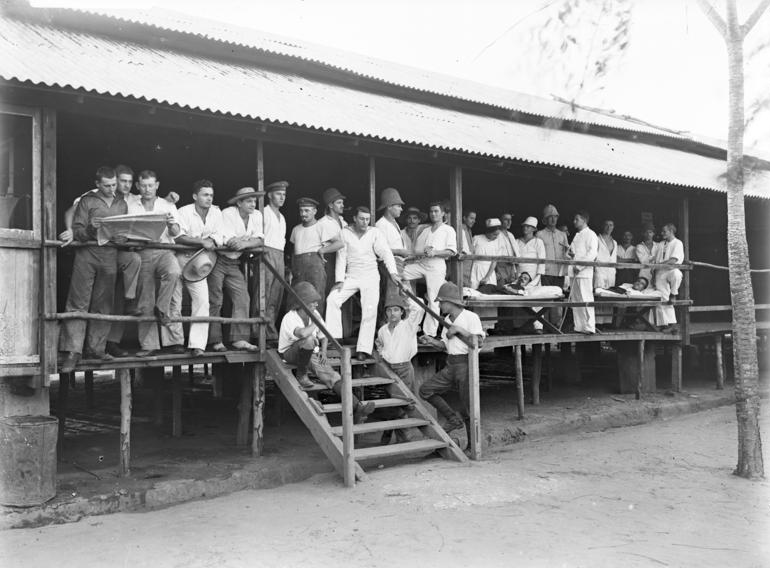
Deutsches Personal zur Kolonialzeit